# Marlou Jacobs
Marlou Jacobs (Breda, 27 september 1989) is een Nederlands voetballer die van 2007 tot 2011 uitkwam voor Willem II.

## Carrière
Jacobs verliet in 2007 haar amateurvereniging DSE om met Willem II te gaan spelen in de Eredivisie voor Vrouwen. Na vier seizoenen stopten de Tilburgers met vrouwenvoetbal.

## Statistieken
| Seizoen | Club      | Land      | Competitie | Wed. | Goals |
| ------- | --------- | --------- | ---------- | ---- | ----- |
| 2007/08 | Willem II | Nederland | Eredivisie | ?    | ?     |
| 2008/09 | Willem II | Nederland | Eredivisie | 18   | 0     |
| 2009/10 | Willem II | Nederland | Eredivisie | 17   | 0     |
| 2010/11 | Willem II | Nederland | Eredivisie | 12   | 1     |

Laatste update 17 mei 2011 16:38 (CEST)